# بارونق
بارونق هي قرية في مقاطعة كاشان، إيران. يقدر عدد سكانها بـ 131 نسمة بحسب إحصاء 2016.